# Fischt
Der Fischt (russisch Фишт; adygeisch Фыщт) ist ein Berg im westlichen Kaukasus mit 2867 m Höhe.
Über den Gipfel verläuft die Grenze zwischen der Region Krasnodar und der Republik Adygeja der Russischen Föderation. An seinen Hängen finden sich Laub- und Nadelwälder, in höheren Lagen subalpine und alpine Wiesen. In der Gipfelregion ist der Berg teilweise vergletschert.
Im Berg befindet sich das ausgedehnte Höhlensystem Belaja swjosdotschka.
Das Olympiastadion Sotschi ist nach dem Berg benannt, der unter anderem von verschiedenen Punkten um Krasnaja Poljana sichtbar ist, wo ein Teil der Wettkämpfe der Olympischen Winterspiele 2014 stattfand.